# Rue du Cimetière-Saint-Cyprien
Pour les articles homonymes, voir Rue du Cimetière.
La rue du Cimetière-Saint-Cyprien (en occitan : carrièra del Cementeri de Sant Çubran) est une voie de Toulouse, chef-lieu de la région Occitanie, dans le Midi de la France.

## Situation et accès

### Description
La rue du Cimetière-Saint-Cyprien est une voie publique. Elle se trouve au cœur du quartier du Fer-à-Cheval.
La chaussée compte une seule voie de circulation automobile à double-sens. Elle appartient à une zone 30 et la vitesse y est limitée à 30 km/h. Il n'existe pas d'aménagement cyclable.

### Voies rencontrées
La rue du Cimetière-Saint-Cyprien rencontre les voies suivantes, dans l'ordre des numéros croissants (« g » indique que la rue se situe à gauche, « d » à droite) :
1. Avenue de Muret
2. Rue Darnes (g)
3. Rue Fines (d)
4. Rue Fines (d)
5. Rue Delpy (d)
6. Rue de Cherbourg (d)
7. Chemin de la Néboude (g)
8. Rue des Arcs-Saint-Cyprien

### Transports
La rue du Cimetière-Saint-Cyprien n'est pas directement desservie par les transports en commun Tisséo. Elle débouche cependant, au nord, sur la rue des Arcs-Saint-Cyprien, où se trouvent les arrêts de la ligne de bus 13. Au sud, elle aboutit à l'avenue de Muret, où se trouve la station du même nom, sur la ligne de tramway .
La station de vélos en libre-service VélôToulouse la plus proche est la station no 37 (53 rue Sainte-Lucie).

## Odonymie
La rue tient naturellement son nom du cimetière Rapas, qui sert depuis son ouverture au XVIIIe siècle de cimetière pour le faubourg Saint-Cyprien et les autres quartiers de la rive gauche de la Garonne dépendant de la paroisse Saint-Nicolas. En septembre 1936, la municipalité socialiste d'Antoine Ellen-Prévot lui attribua le nom de rue du Douze-Février. Mais cette décision n'ayant pas été approuvée officiellement, ni par le conseil municipal, ni par le préfet de la Haute-Garonne, il fut décidé, le 14 novembre 1940, de lui rendre son nom antérieur, qu'elle a conservé depuis.

## Patrimoine et lieux d'intérêt

### Immeubles et maisons
- no  7 : immeuble (2e quart du XXe siècle)[3].
- no  21 : maison toulousaine (1er quart du XXe siècle)[4].
- no  32 : maison toulousaine (2e moitié du XIXe siècle)[5].
- no  44 : maison toulousaine (2e moitié du XIXe siècle)[6].
- no  48 : maison toulousaine (2e moitié du XIXe siècle)[7].
- no  64 : maison toulousaine (2e moitié du XIXe siècle)[8].

### Cimetière Rapas
Le cimetière Rapas est aménagé à la fin du XVIIIe siècle, à la suite de la fermeture et du déplacement du cimetière de l'église Saint-Nicolas, église de la paroisse de Saint-Cyprien. Il occupe à l'origine des terrains cédés par un habitant du quartier, M. Rapas. Il est agrandi plusieurs fois. Il occupe désormais une superficie de 17 000 m² : 31 500 m² pour la partie la plus ancienne, 32 500m² pour la partie la plus récente. En 2020, le cimetière affiche cependant un taux d'occupation de 100 %. 
Le cimetière est accessible par plusieurs entrées, rue du Cimetière-Saint-Cyprien (face à l'actuel no 42) et chemin de la Néboude. Il est séparé de la rue par un mur de clôture bâti en assises alternées de briques et de galets. Il est, depuis 2017, géré par Toulouse Métropole.